# Павловское (Старицкий район)
Павловское — деревня в Старицком районе Тверской области. Входит в состав Берновского сельского поселения.

## География
Находится в южной части Тверской области на расстоянии приблизительно 25 км на северо-запад по прямой от районного центра города Старица на правобережье речки Тьма.

## История
Деревня была отмечена ещё на карте Менде (состояние местности на 1848 год). В 1859 году здесь (деревня Старицкого уезда) было учтено 6 дворов, в 1941 — 10.

## Население
Численность населения: 74 человека (1859 год), 15 (русские 93 %) в 2002 году, 11 в 2010.